# スマイルバス (吉野町)
スマイルバスとは、奈良県吉野郡吉野町で運行しているコミュニティバス。前身の吉野町福祉バスも合わせて記述する。

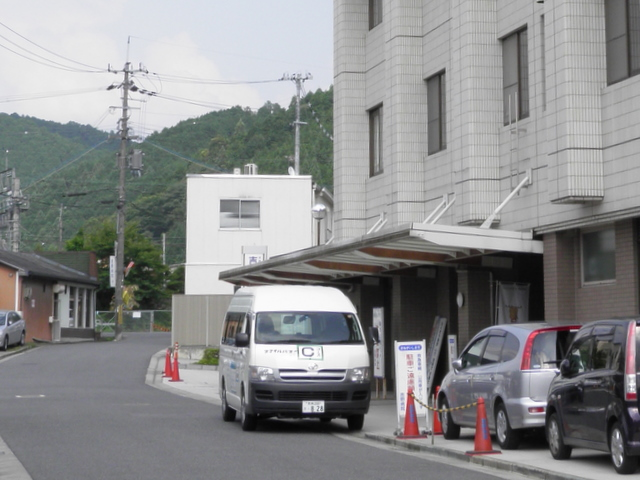
吉野病院前で待機するスマイルバス。
車両は、ハイエース、コースターなどが使われている

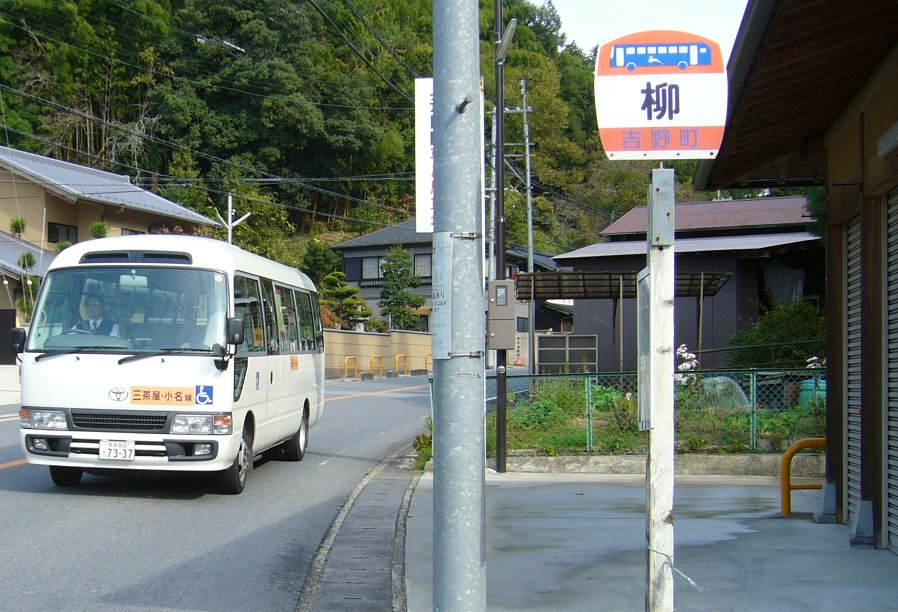
バス停標識に奈良交通の名残が残る。吉野町福祉バス時代のバス停標識には「吉野町」と書かれていた

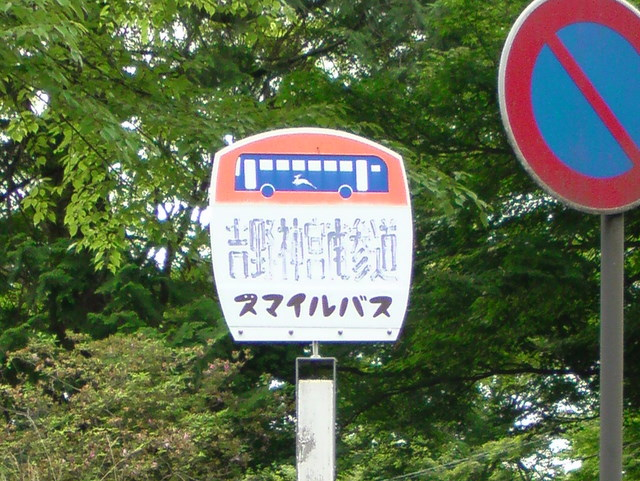
現在は「吉野町」から「スマイルバス」に変更されている

## 沿革・概要
- 2000年11月 - 吉野町福祉バス運行開始
- 2009年11月 - コミュニティバスの愛称が「スマイルバス」に決定
- 2010年3月23日 - ダイヤ改正でスマイルバスとして運行開始

現在、国の支援を受けて3年間（平成21年6月1日～平成24年3月31日 ）の実証運行を行っている。
- 運賃は200円均一。一日乗車券は400円。小人は半額。
- 日曜、祝祭日、年末年始は運休
- 奈良交通から引き継いだ路線が多く、これらの路線のバス停には奈良交通のバス停標識に手を加えただけのものがある。（奈良交通→吉野町。現在はスマイルバス）。
- 2022年4月1日 - 一部の便を除き、事前予約制のデマンド運行に移行。従来のバス停に加えて乗降場所が若干追加され、いままで運休だった日祝日にも運行するようになった。デマンドバスの運賃は500円、ただし町内住民に限り所定の手続きを踏むことで従来の金額（200円）で利用可能。

## 現行路線
吉野病院を起終点に、以下の6系統がある。詳細はホームページを参照。
吉野病院（吉野神宮駅前）及び大和上市駅で近鉄吉野線と接続する。
- 吉野病院　-　龍門・中竜門方面
- 吉野病院　-　樫尾方面
- 吉野病院　-　国栖方面
- 吉野病院　-　上市方面
- 吉野病院　-　吉野山方面
- 吉野病院　-　奥六田方面

2022年4月以降は、吉野病院-龍門・中竜門方面と吉野病院-国栖方面の2路線のみ、平日朝の上り便のみが予約のいらない路線バスとして運行されている。そのほかはデマンド運行に移行している。